# San Juan de Cutervo (distrito)
San Juan de Cutervo é um distrito do Peru, departamento de Cajamarca, localizada na província de Cutervo.

## Transporte
O distrito de San Juan de Cutervo não é servido pelo sistema de estradas terrestres do Peru.